# Kazimierz Wardak
Kazimierz Wardak (ur. 4 marca 1947 w Połczynie-Zdroju, zm. 25 października 2020) – polski lekkoatleta średniodystansowiec.

## Osiągnięcia
Na mistrzostwach Europy w 1969 w Atenach odpadł w półfinale biegu na 800 metrów. Na halowych mistrzostwach Europy w 1970 w Wiedniu zdobył srebrny medal w sztafecie 2+3+4+5 okrążeń (wraz z nim biegli Edmund Borowski, Stanisław Waśkiewicz i Eryk Żelazny).
Na halowych mistrzostwach Europy w 1971 w Sofii zdobył srebrny medal w sztafecie 4 × 800 metrów (razem z nim biegli Krzysztof Linkowski, Zenon Szordykowski i Michał Skowronek). Wynik z tego biegu (7:19,2) jest do tej pory halowym rekordem Polski.
Był wicemistrzem Polski w biegu na 800 m w 1969, 1971 i 1972 oraz w sztafecie 4 × 400 m w 1969 oraz brązowym medalistą na 800 m w 1970. 
W latach 1969–1972 startował w pięciu meczach reprezentacji Polski w biegu na 800 m i w sztafecie 4 × 400 m, odnosząc 1 zwycięstwo indywidualne. Był zawodnikiem Zawiszy Bydgoszcz. 

## Rekordy życiowe
- bieg na 800 metrów – 1:46,6 s. (28 czerwca 1971, Warszawa)[4] - 20. wynik w historii polskiej lekkoatletyki[5]